# 胡志明市人民委員會大廳
胡志明市人民委員會大廳（越南语：／，市政宮）是胡志明市人民委員會辦公室。大廳位於越南胡志明市內的重要貿易財政中心第一郡。於1902年興建，並且在1908年落成，建築本大廳，時名「西社宮」（越南语：／）。胡志明市人民委員會大廳建築風格受法國風格影響。晚間時份裝置燈則會開啟，使該處變得美麗燦爛。然而，大廳一直並沒有對外開放。胡志明的雕像在大廳前的公園擺設。

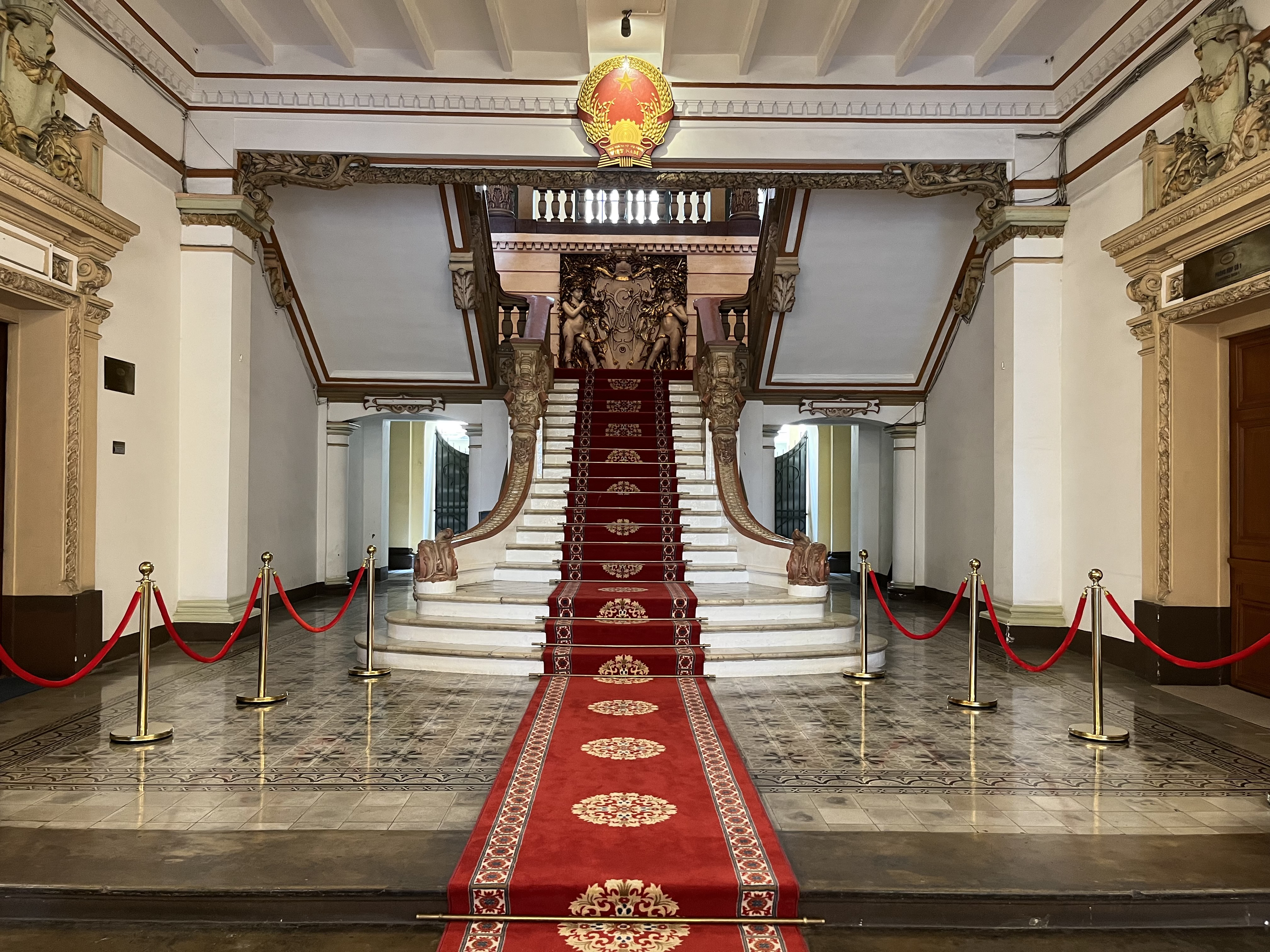

附近建築物：
- 胡志明市大劇院
- Rex Hotel